# Iván Campo
Iván Campo Ramos (San Sebastián, España, 21 de febrero de 1974) es un futbolista retirado español que jugó de defensa central.

## Biografía
Iván Campo saltó a la fama nacional, tras una gran temporada en aquel RCD Mallorca de Héctor Cúper formando pareja de centrales con el asturiano Marcelino Elena, ayudando al equipo balear a finalizar la temporada en quinta posición. Llegó la convocatoria con la selección española de Javier Clemente para disputar la Copa Mundial de Fútbol de 1998, en la que llegó a representar a España en el partido de infausto recuerdo contra Nigeria. Su salto a un grande, tras su pobre experiencia en el Valencia CF una temporada antes, estaba escrito, y en el verano de 1998 se concretó su traspaso al Real Madrid.
Desde su llegada al Santiago Bernabéu, Iván Campo fue acogido con cierto recelo. Sus maneras poco refinadas a la hora de jugar el balón y algún que otro fallo puntual, condenaron al central vasco demasiado pronto. No obstante, en las cuatro temporadas que vistió la camiseta blanca, fue un jugador bastante utilizado por los diversos entrenadores que pasaron por el banquillo del Real Madrid, especialmente por John Toshack.
La cumbre de su carrera llegó cuando en la tarde del 24 de mayo de 2000, Vicente del Bosque decidió apostar por un tridente de centrales formado por Iván Helguera, Aitor Karanka, y el propio Iván Campo, en detrimento de Fernando Hierro y Manolo Sanchís, para enfrentarse al Valencia CF en Saint-Denis en la que se convertiría en octava Copa de Europa del Real Madrid.
A pesar de demostrar su valía en numerosas ocasiones, Iván Campo no llegó nunca a calar hondo en la afición madridista. Sus dos últimas temporadas en el Real Madrid fueron bastante discretas, y su salida del club parecía inminente. Fue en el verano de 2002, cuando restándole aún un año de contrato con los blancos, Iván Campo fue cedido al Bolton Wanderers, un club tranquilo, sencillo, sin excesiva presión sobre sus futbolistas y necesitado de savia nueva con la que reforzar al equipo de cara a establecerse en la Premier League. Además, el defensa español contaba con un cartel inmejorable, tras haber sido doble campeón de Europa con el Real Madrid y haber conquistado una Liga.
En su primer año como cedido en el Reebok Stadium, Iván Campo logró la confianza del técnico Sam Allardyce, un hombre fundamental en su carrera. Participó en 31 encuentros con los Trotters, y se convirtió en uno de sus referentes sobre el césped.
Su importancia en el equipo creció de tal manera, que comenzó a formar en la línea de medios del Bolton Wanderers, abandonando la posición de central con la que saltó a la fama en España. De central con infundada fama de torpe y lento, Iván Campo pasó a convertirse en un distribuidor de juego y un excelente tapón en el medio campo. Al contrario que muchos futbolistas que, a lo largo de su carrera, van retrocediendo su posición (el caso más evidente es el de Fernando Hierro o el de Loren), el donostiarra adelantó su posición en el campo en una decisión técnica que sorprendió a todos sus detractores en España.
Las temporadas siguientes, ya en propiedad del Bolton Wanderers, sólo las lesiones pudieron retirar al jugador español de la titularidad con los de Sam Allardyce. Convertido en el eje sobre el que gira el juego del equipo, el donostiarra consiguió cambiar el concepto que de él se tenía en España radicalmente. En Inglaterra, en el país del fútbol, fue considerado un jugador de talento (así lo dice la web oficial de la Premier League), con capacidad organizadora, y encima anotaba goles.
En verano de 2008, acabó contrato con el Bolton Wanderers y llegó a un acuerdo por dos temporadas con el Ipswich Town de la segunda categoría inglesa, allí conocida como The Championship. En la temporada 2008-2009 con el conjunto blue, disputó 17 partidos en tres competiciones y anotó un gol.
En diciembre de 2009, el AEK Larnaca de la segunda división de Chipre, anunció la contratación de Iván Campo por seis meses con opción a un año más, tras ser liberado por el Ipswich Town. En 2010, Iván Campo decide retirarse tras conseguir el ascenso a la primera división de Chipre con el AEK Larnaca.

## Trayectoria
Jugó en las categorías inferiores del Club Deportivo Logroñés hasta 1993, año en que ficha por el Deportivo Alavés donde jugó 3 temporadas.
En 1995 fichó por el Real Valladolid. Con este equipo debutó en la Primera división española el 17 de diciembre de 1995 con resultado de Zaragoza 5 - 3 Valladolid. Con el Valladolid jugó 24 partidos y marcó dos goles.
En 1996 fichó por el Valencia CF, en donde casi no jugó. Solamente disputó siete partidos.
En la temporada siguiente fichó por el RCD Mallorca. Jugó 33 partidos y marcó un gol.
En 1998 fichó por el Real Madrid. Con este equipo ganó 1 Liga, 1 Supercopa, 2 Copas de Europa y 1 Copa Intercontinental. En total jugó 92 partidos (69 en liga) y marcó un gol.
En total jugó 7 temporadas en Primera división, disputando 124 partidos y marcando 5 goles.
En 2003 llegó a la FA Premier League fichando por el Bolton Wanderers, equipo en el que permaneció hasta 2008.
En 2008 fichó por el equipo inglés Ipswich Town de la segunda división inglesa.
En 2009 se anunció su traspaso al AEK Larnaca entonces en la segunda división Chipre, y con el cual consiguió el ascenso a la primera división de Chipre
En 2012 se incorpora al CF Gandía para ayudar en los entrenamientos, pero sin ficha de jugador.

## Selección nacional
Fue internacional con la Selección española de fútbol en cuatro ocasiones.
Su debut como internacional se produjo el 25 de marzo de 1998, en Vigo, con el resultado de España 4 - 0 Suecia.

### Participaciones en Copas del Mundo
Iván Campo participó en la Copa Mundial de Fútbol de 1998, disputando un encuentro de la fase de grupos contra Nigeria, encuentro en el que los africanos se impusieron por 2-3 a España.

## Clubes
| Club                   | País          | Año           | PJ  | G  |
| ---------------------- | ------------- | ------------- | --- | -- |
| C. D. Logroñés "B"     | España        | 1992-1993     | 35  | 2  |
| Deportivo Alavés       | España        | 1993-1995     | 55  | 4  |
| Real Valladolid        | España        | 1995-1996     | 24  | 2  |
| Valencia C. F.         | España        | 1996-1997     | 9   | 1  |
| R. C. D. Mallorca      | España        | 1997 - 1998   | 43  | 1  |
| Real Madrid C. F.      | España        | 1998 - 2003   | 95  | 1  |
| Bolton Wanderers F. C. | Inglaterra    | 2003 - 2008   | 193 | 14 |
| Ipswich Town F. C.     | Inglaterra    | 2008 - 2009   | 20  | 1  |
| AEK Larnaca            | Chipre        | 2009 - 2010   | 8   | 0  |
| Total carrera          | Total carrera | Total carrera | 482 | 26 |

## Palmarés

### Títulos nacionales
| Título                        | Club              | Año  |
| ----------------------------- | ----------------- | ---- |
| Campeonato de Liga            | Real Madrid C. F. | 2001 |
| Supercopa de España de Fútbol | Real Madrid C. F. | 2001 |

### Títulos internacionales
| Título                | Equipo            | Año  |
| --------------------- | ----------------- | ---- |
| Copa Intercontinental | Real Madrid C. F. | 1998 |
| Liga de Campeones     | Real Madrid C. F. | 2000 |
| Liga de Campeones     | Real Madrid C. F. | 2002 |